# Flaga prowincji Põlva
Flaga prowincji Põlva – flaga estońskiej prowincji Põlva. Obowiązuje od 7 listopada 1996 r.
Flaga Põlva składa się z dwóch jednakowej szerokości poziomych pasów: górny pas jest biały, a dolny zielony. Na środku białego pasa umieszczony jest herb prowincji Põlva. Stosunek szerokości do długości flagi wynosi 7:11.